# Neopaganesimo in Italia

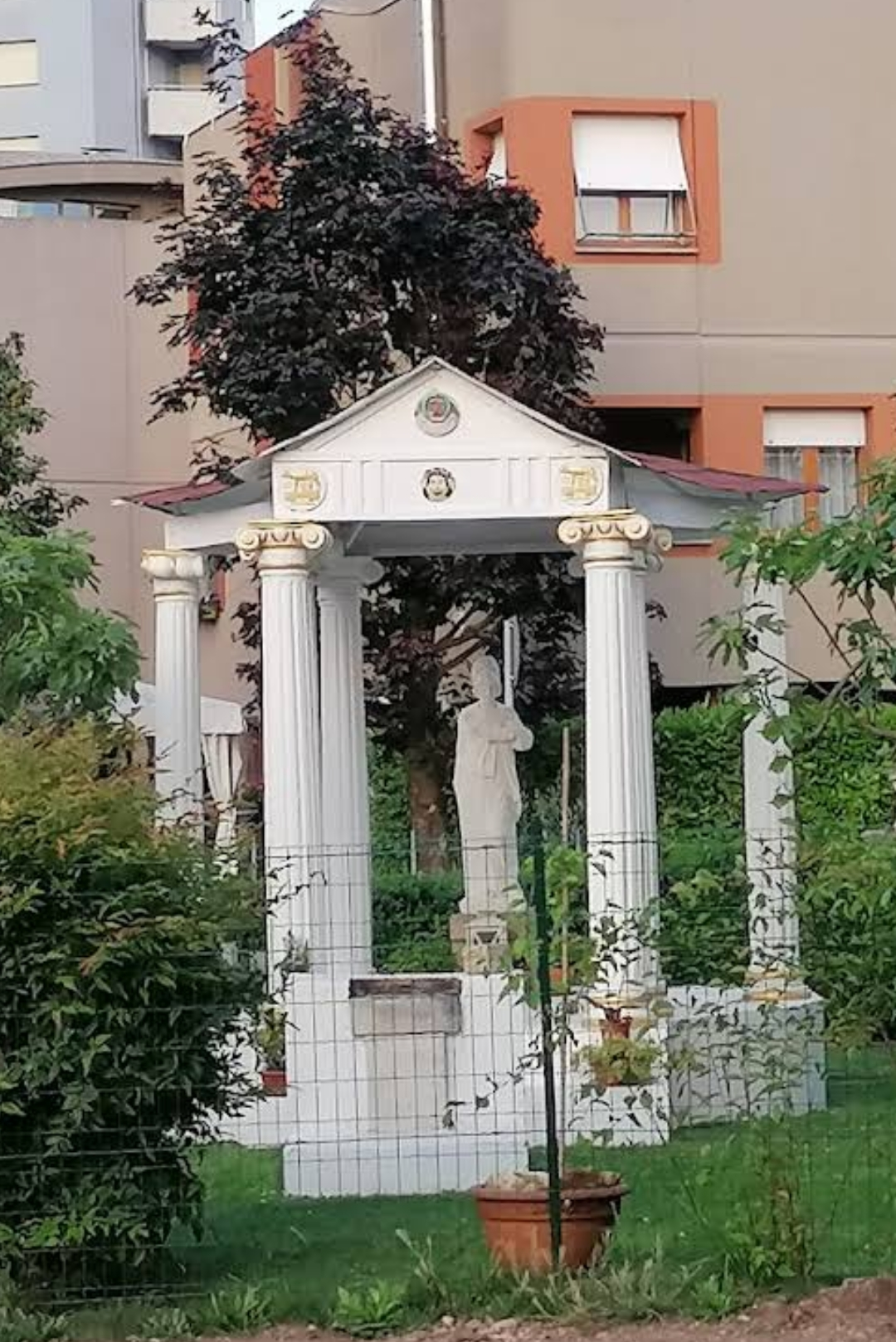
Tempio neopagano di Minerva Medica a Pordenone, costruito dall'Associazione Tradizionale Pietas

Il neopaganesimo in Italia conterebbe, secondo i dati del CESNUR del 2020, circa 3.200 aderenti, suddivisi tra numerose sigle neopagane, neodruidiche, neosciamaniche o di neostregoneria presentandosi come un insieme di culti variegati che dichiarano di discendere o di ispirarsi alle religioni pagane di epoca classica o antecedente.

## Storia
Secondo le tesi di culti ricostruzionisti moderni, la sopravvivenza della religione pagana romana si sarebbe tramandata attraverso i secoli in forma segreta e privata. Nonostante l'interruzione della Pax Deorum, successiva all'abolizione del culto pubblico e le leggi di Teodosio (fine del IV secolo), che proibivano anche il culto privato, la tradizione cultuale romana si sarebbe conservata all'interno di alcune famiglie, come i Latriani di origine Maniota ritenuti gli antenati dei Medici che sotto il suggerimento di Giorgio Gemisto Pletone istituirono l'Accademia neoplatonica.
Costoro l'avrebbero segretamente tramandata nel tempo, costituendo un centro sacrale occulto, che in certi periodi della Storia avrebbe anche avuto visibilità e influenza nella realtà sociopolitica italiana

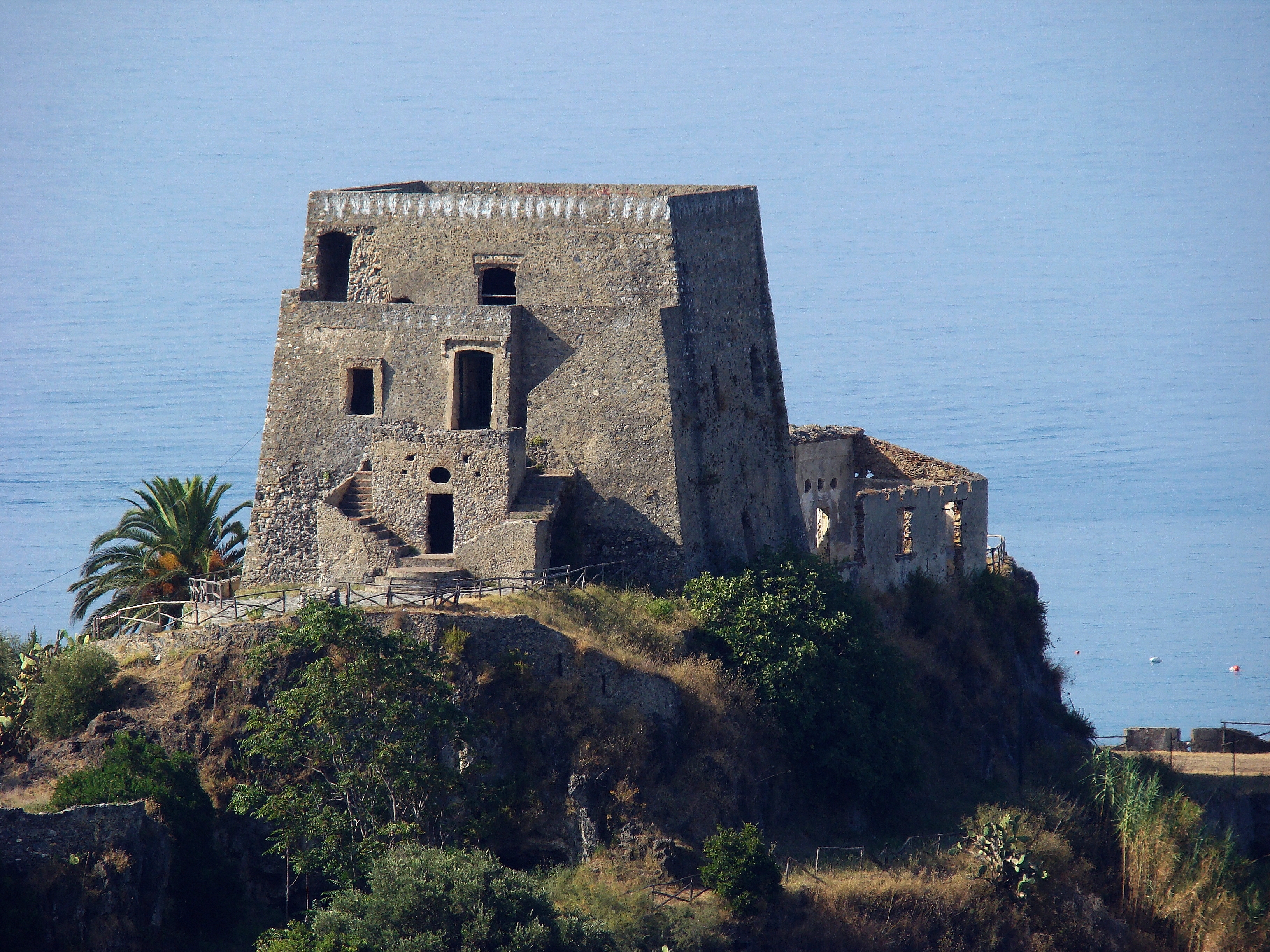
Torre Talao a Scalea (CS) dove Amedeo Rocco Armentano, intorno al 1910 realizzò la Schola italica, uno dei primi esempi di neopaganesimo in Italia, ispirato all'antica Scuola pitagorica.

Col sorgere del nuovo Stato nazionale italiano, l'adattamento ad esso di forme rituali pagano-romane fu operato dalla massoneria, ad esempio dall'archeologo Giacomo Boni (ara graminea sul Palatino, parilia, ludus Troiae, ecc.), e da ambienti simili della capitale.
Sin dai primi del Novecento, una riscoperta del neopaganesimo in Italia si ebbe appunto in ambito esoterico, anche ad opera della «Schola Italica» fondata da Amedeo Rocco Armentano, secondo cui la tradizione pagana italiana aveva ricevuto i suoi principali apporti soprattutto dai misteri pitagorici, oltre che dall'ermetismo; essa pertanto intendeva reggersi metaforicamente su due colonne, l'una simboleggiata appunto da Pitagora, l'altra da Ermete Trismegisto.
Discepolo di Armentano fu il matematico Arturo Reghini, che portò avanti il progetto di rinvigorire le radici pitagoriche della tradizione italica romana, fondando negli anni venti insieme al filosofo perennialista Julius Evola, e al discepolo Giulio Parise, una catena «magica» chiamata Gruppo di Ur, sodalizio esoterico in cui confluirono altri pitagorici di varia estrazione. Organo del Gruppo era la rivista Ur (1927-1928).
Nel 1928 lo stesso Evola pubblicò il saggio Imperialismo Pagano, che può essere considerato il manifesto novecentesco del paganesimo politico italiano, al fine di contrastare i Patti lateranensi tra Stato e Chiesa. Spezzatasi alla fine del 1928, la catena del Gruppo continuò per un altro anno, nel 1929, col nome Krur.
In quell'anno su Krur apparve tra l'altro un misterioso documento, proveniente da ambienti ermetici di Roma e firmato con lo ieronimo di Ekatlos, secondo i più attribuito all'orientalista Leone Caetani. Esso conteneva l'esplicita affermazione che la vittoria italiana nella prima guerra mondiale e l'avvento successivo del fascismo sarebbero stati propiziati, se non determinati, da alcuni riti etrusco-romani, compiuti a seguito di un misterioso ritrovamento di antichi reperti magici.

## Neostregoneria

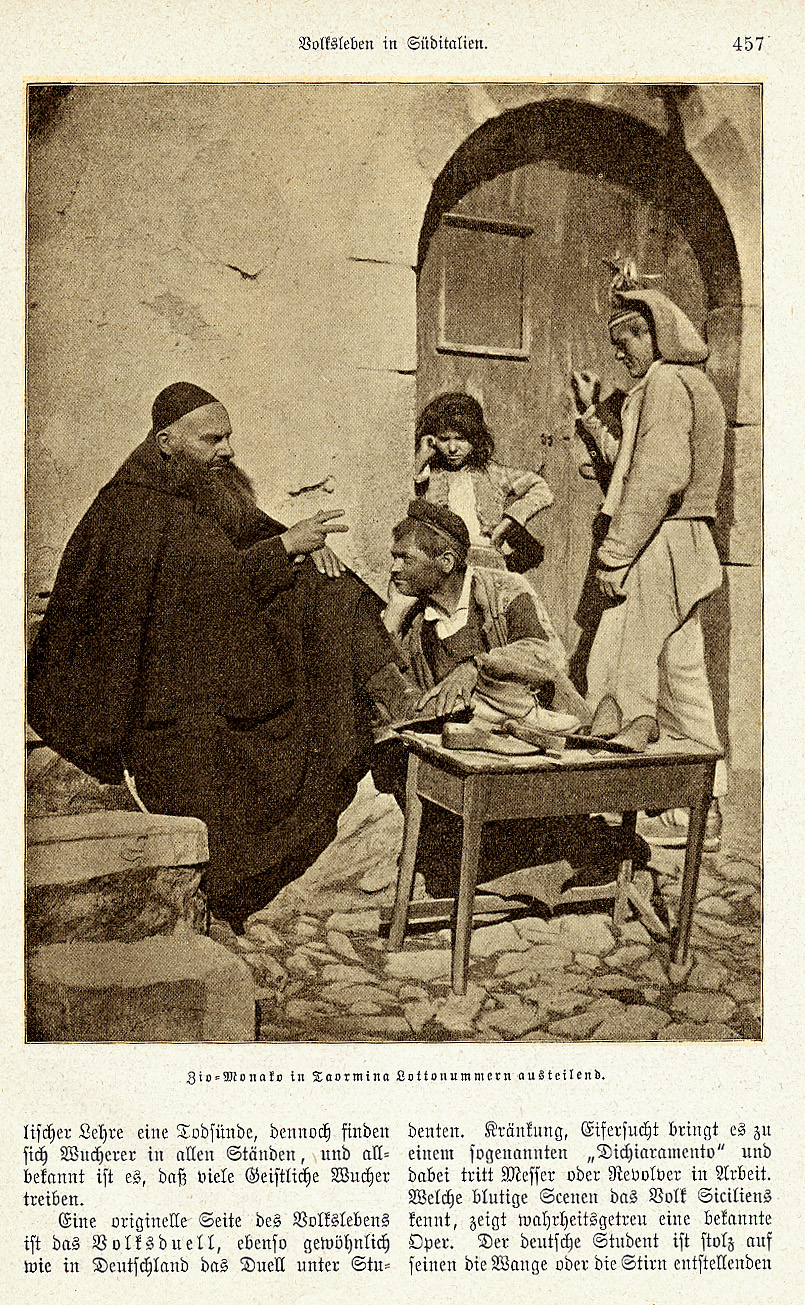
Articoli illustrati di Theodor Trede sulla religiosità folcloristica del Sud Italia, per la rivista Velhagen & Klasing's Monatshefte, n. XII, 1897-98, p. 457.

Oltre agli aspetti prettamente esoterici, in ambito più popolare si sono svolti studi riguardo a culti pagani che sarebbero sopravvissuti a lungo nella penisola italica anche in epoca cristiana, progressivamente trasformati o mescolatisi con forme del cattolicesimo popolare, in una sorta di sincretismo che rivelerebbe la continua persistenza e sovrapposizione dell'antica religiosità romana su quella cristiana-cattolica, accusa mossa a quest'ultima da parte di scrittori di estrazione protestante. Theodor Trede, ad esempio, citando Ernesto de Martino, equipara il cattolicesimo ad «un otre» in cui «è rimasto il vino vecchio, solo l'etichetta è cambiata».
Il complesso delle tradizioni, credenze e riti ancestrali presenti ancora oggi in forme più o meno velate soprattutto negli ambienti legati al mondo contadino e rurale, è stata denominata stregoneria italiana.
Gli aderenti al ricostruzionismo moderno di questa stregoneria antica considerano come loro testo di riferimento il libro di Charles Godfrey Leland intitolato Aradia, o il Vangelo delle Streghe (1899), il primo a occuparsi di tali culti pagani e pre-cristiani che sarebbero sopravvissuti in Italia. L'antropologa Margaret Murray sostiene in proposito che «la continuità della religione pagana durante il Medioevo diventa un fatto irrefutabile quando si scopre che sopravvive anche ai giorni nostri». Oggi il neopaganesimo in Italia, corrispondente alla wicca anglosassone, si propone il recupero di questa religiosità primordiale, basata su una visione animistica della natura, ritenuta popolata da creature e spiriti invisibili, e su una pratica di erbe, formule e incantesimi spesso usati insieme ai sacramenti e alle preghiere della Chiesa Cattolica.
Il ricostruzionismo moderno dell'antica stregoneria viene talvolta ricompreso nel termine Stregheria, fondata negli anni 70 dall'italoamericano Leo Martello; di provenienza anglosassone è poi la Wicca, presente con congreghe appartenenti a diverse tradizioni: Wicca britannica tradizionale (gardneriana e alexandriana), Black Forest, Tempio di Ara, Fratellanza Minoica, NY Wica Tradition, Seax-wica, Wicca italica, Tempio di Callaighe e Wicca dianica. Dal 2002 è attivo il Circolo dei Trivi, una delle prime associazioni wiccan italiane, che gestisce il Tempio della Luna a Milano. Sia la Wicca che la Stregheria si ispirano al testo Aradia, o il Vangelo delle Streghe, che conterrebbe informazioni sull'antica tradizione stregonesca italiana. Sono inoltre presenti piccoli movimenti locali indipendenti che vengono talvolta indicati come "stregoneria tradizionale".

## Ricostruzionismo pagano e neosciamanico

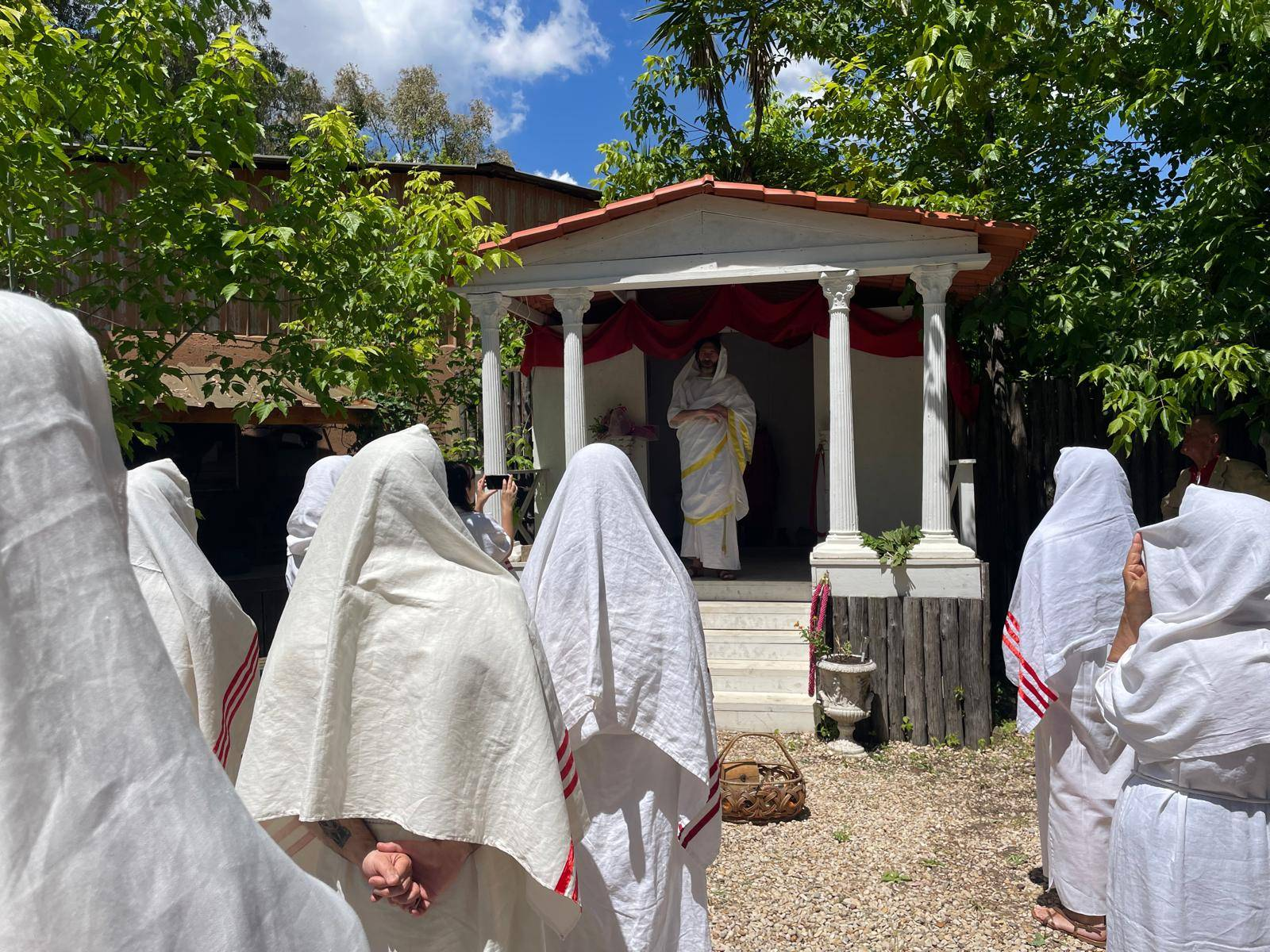
Rito al tempio di Marte, eretto da Pietas Comunità Gentile

Tra i culti ricostruzionisti delle religioni di epoca classica, si annoverano il neopaganesimo romano-italico, rappresentato dalla Via romana agli dei, ispirato alla mitologia romana, cui aderiscono varie sigle.
Vi sarebbero poi neopagani che dichiarano di discendere o ispirarsi ad altre antiche religioni europee e mediterranee, come l'etenismo germanico, ispirato alle mitologia germanica e norrena, cui aderiscono la Comunità Odinista e altre..
Tra i movimenti classificabili come neosciamanici, cioè che dichiarano di ispirarsi allo sciamenesimo americano, sono presenti in Italia alcuni piccoli gruppi che si rifanno alle correnti delle civiltà precolombiane, di cui il principale fa riferimento allo scrittore Carlos Castaneda, verso il quale vi sono imitatori, continuatori o discepoli indipendenti che si riuniscono anche in case private. Tra gli afferenti al Movimento della Dea, vi è il Tempio della Grande Dea di Roma e il Tempio della Dea a Torino.
Vi sarebbero poi piccolissimi gruppi neopagani di orientamento politico suprematista, neofascista e neonazista e con visioni religiose vicine al nazismo esoterico.